# Monasterio de Santa Sofía (Toro)
El Monasterio de Santa Sofía, sito en la localidad de Toro (Zamora, Castilla y León, España) es un cenobio habitado desde su creación en el siglo XIV por una comunidad de monjas Canónigas Norbertinas Premonstratenses. Su arquitectura y mobiliario aúnan elementos góticos, morisco-mudéjares y renacentistas.

## Historia
El Monasterio fue fundado a principios del siglo XIV por la reina regente de Castilla D. María de Molina basándose en el palacio cedido a tal fin por D. Alfonso, obispo de Coria. La reina cedió provisionalmente el nuevo cenobio a las monjas del cercano Real Monasterio de Santa Clara, hasta que en 1316 entró a habitarlo la comunidad de monjas canónigas de la Orden Premonstratenses que tenía su viejo y precario convento en la vega del río Duero. El viejo edificio fue reformado para adaptarlo al nuevo uso monacal.
En 1834 un rayo caído sobre el antiguo torreón palaciego provocó graves destrozos en el monasterio, quedando destruidos los artesonados moriscos del patio. 
Tratándose de un monasterio de clausura, el interior no es visitable, con la excepción de la iglesia, que celebra culto diario matutino.

## Descripción

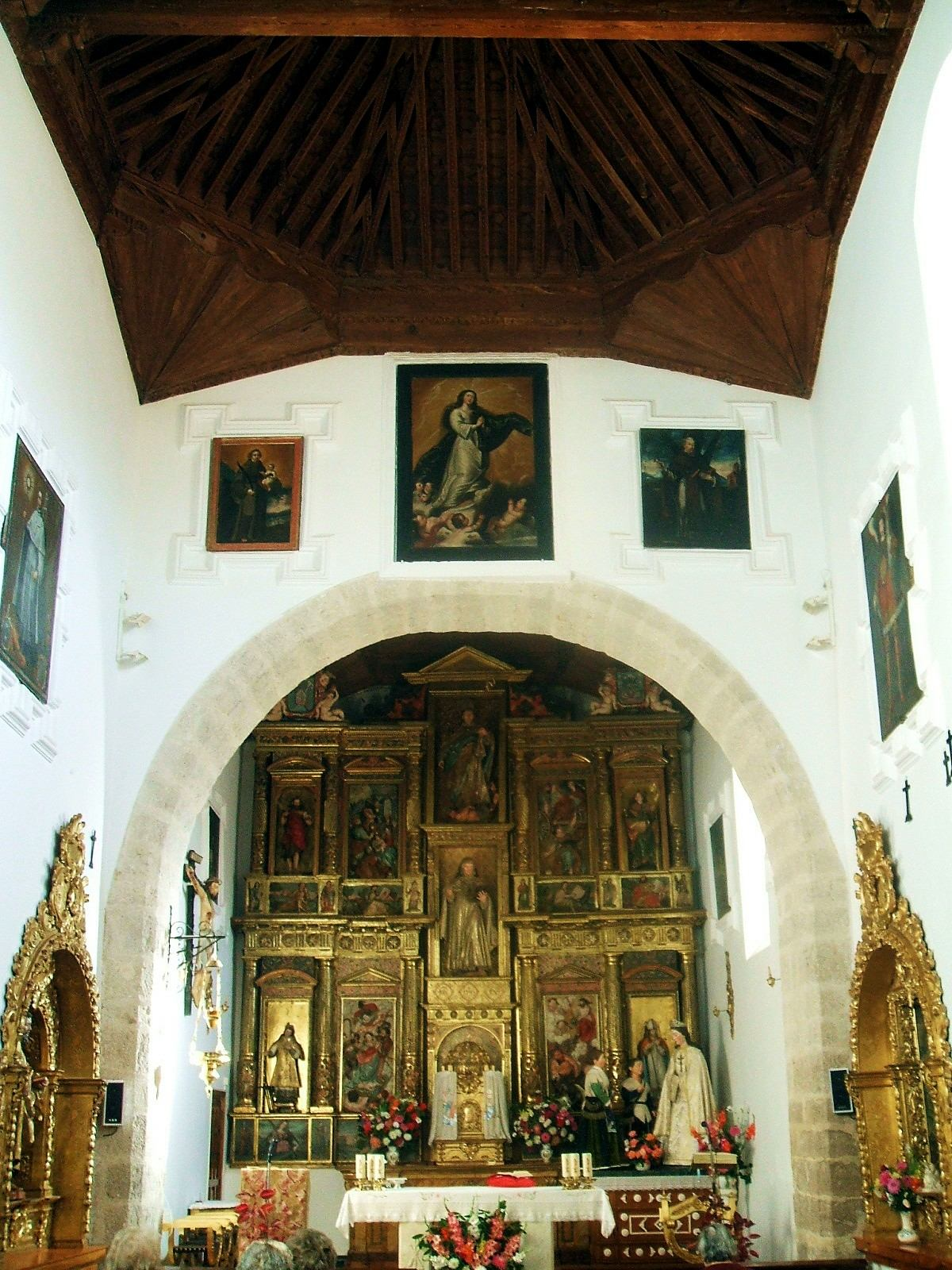
Cabecera de la iglesia

Del antiguo palacio episcopal perviven el Patio de la Cisterna, también llamado Patio de Armas de Sancho IV, y los paramentos de sillería del torreón. Se sitúa este en la parte oriental del conjunto, delante de la cabecera de la iglesia. Su aparejo medieval data del siglo XIII, inclusive la portada abocinada y apuntada, resuelta en tres arquivoltas baquetonadas que descansan en pilastras; otras dos pilastras saliendo de la pared flanquean la portada, mientras que una cornisa de nacela discurre justo encima. El remate almenado de esta prominente estructura prismática es posterior, del siglo XVI. 
Por la puerta del torreón se accede al Patio de la Cisterna, que tiene forma rectangular y que estructuran doce esbeltas columnas troncocónicas apeadas en un petril paralelo a los muros de las galerías. Gótico del siglo XIII, este columnario presenta fuste liso y decoración limitada a los pseudocapiteles que sujetan la techumbre, donde se divisan figurillas de animales y personas, y motivos vegetales. 
La iglesia, levantada probablemente cuando la fundación del Monasterio y en cualquier caso unas décadas más tarde, es de planta basilical de nave única y está adosada al Patio por el muro de poniente. En el pasado tuvo elementos mudéjares, suprimidos en una reforma posterior. El acceso a la misma es a través de una portada de arco de medio punto bajo arco alfiz. En el interior, un gran arco de medio punto da ingreso al presbiterio y la Capilla Mayor, que cierra un testero plano. En el siglo XVI se montaron unas cubiertas con armadura de par y nudillo atirantada con forma de nave invertida en el tramo recto, y con artesonado ochavado sobre pechinas en la Capilla Mayor. Toda esta estructura arquitrabada está decorada con motivos geométricos y policromada. 

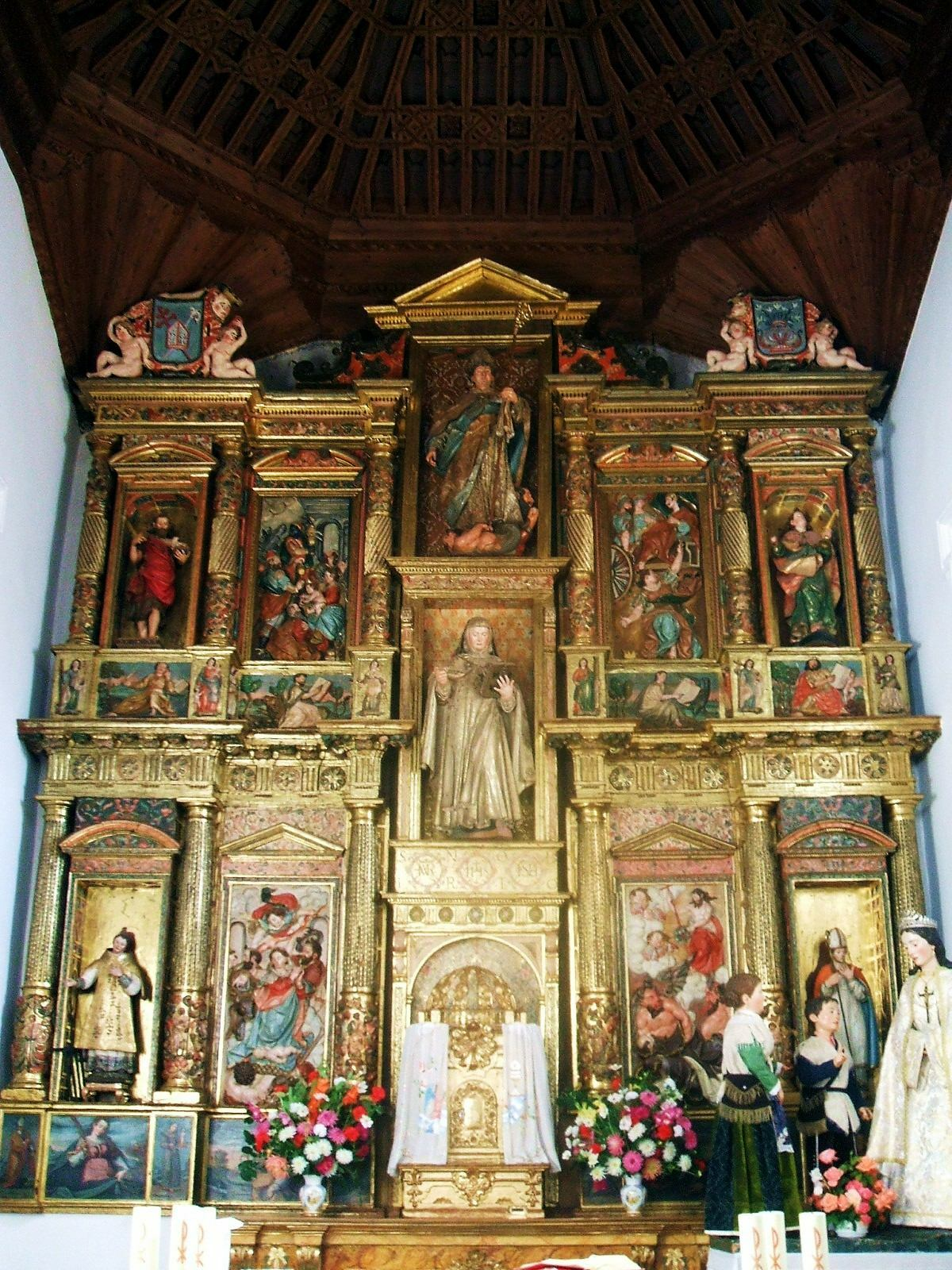
Retablo mayor

El retablo mayor, clasicista de transición del Renacimiento al Barroco, fue acabado en 1615 por el artista Gaspar Dacosta, perteneciendo la parte escultórica a Sebastián Ducete, que se muestra en esta obra muy influenciado por Juan de Juni. La mazonería, dorada y policromada, se compone de predela y dos cuerpos separados por un entrecuerpo y divididos en cinco calles. En las calles paralelas a la calle principal se ubican cuatro relieves, que representan la Adoración de los Reyes Magos, la Adoración de los Pastores, las Tentaciones de San Antonio y el Martirio de Santa Catalina. A sus lados, en las calles de los extremos, otras tantas tallas de santos. 
El Monasterio posee un claustro de forma cuadrada que se amplió hacia 1580 con la realización de dos nuevas crujías. A esta ampliación renacentista sobrevivieron dos arcos de yeserías de trazas gótico-mudéjares con decoración floral, que enmascaran los entibos de madera en favor de un efecto ilusionista morisco. Su serie de columnas góticas, reutilizadas en la citada ampliación del siglo XVI, aporta esbeltez y sobriedad a este claustro, impregnado de espíritu cisterciense.

## Galería

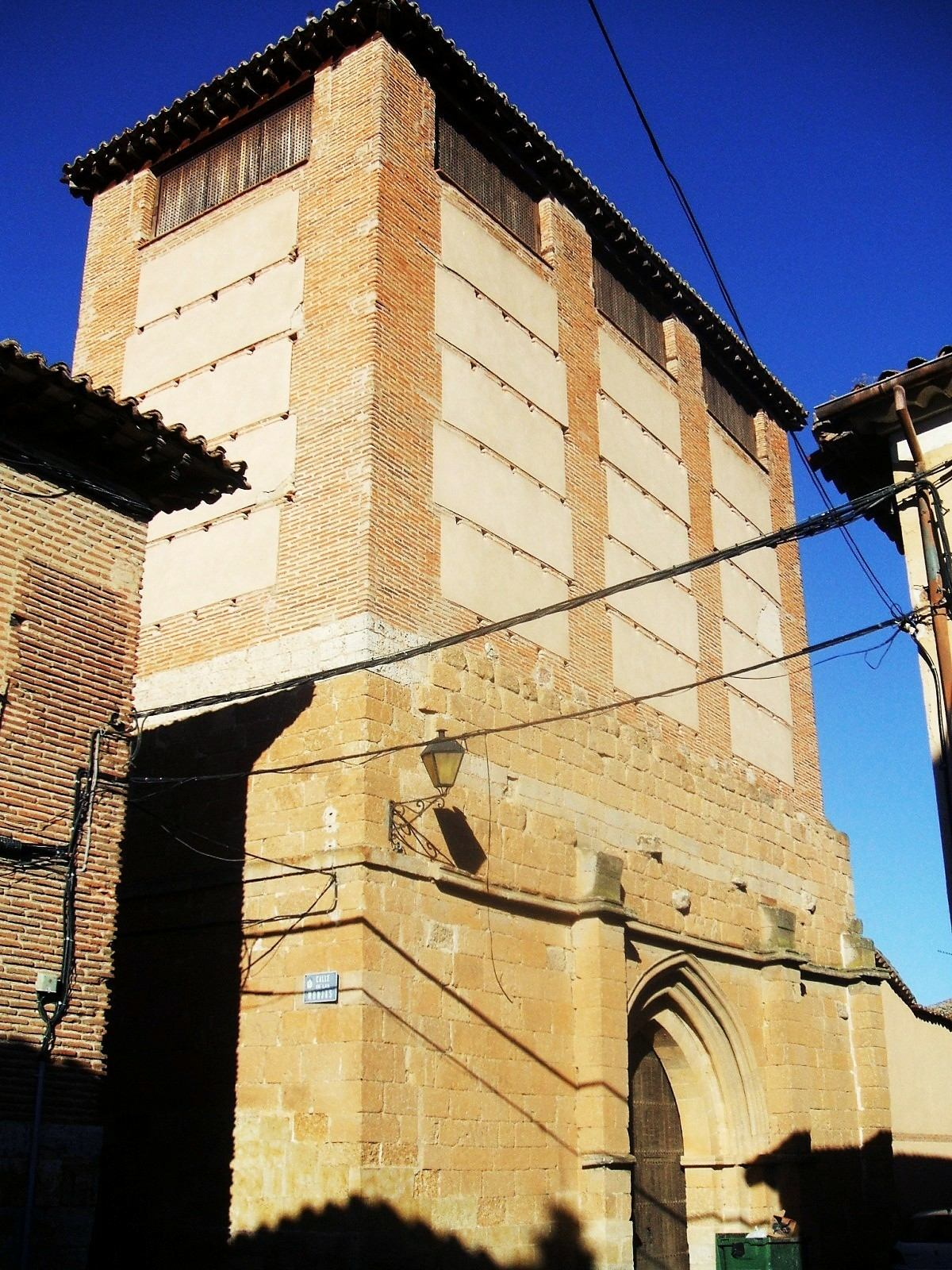
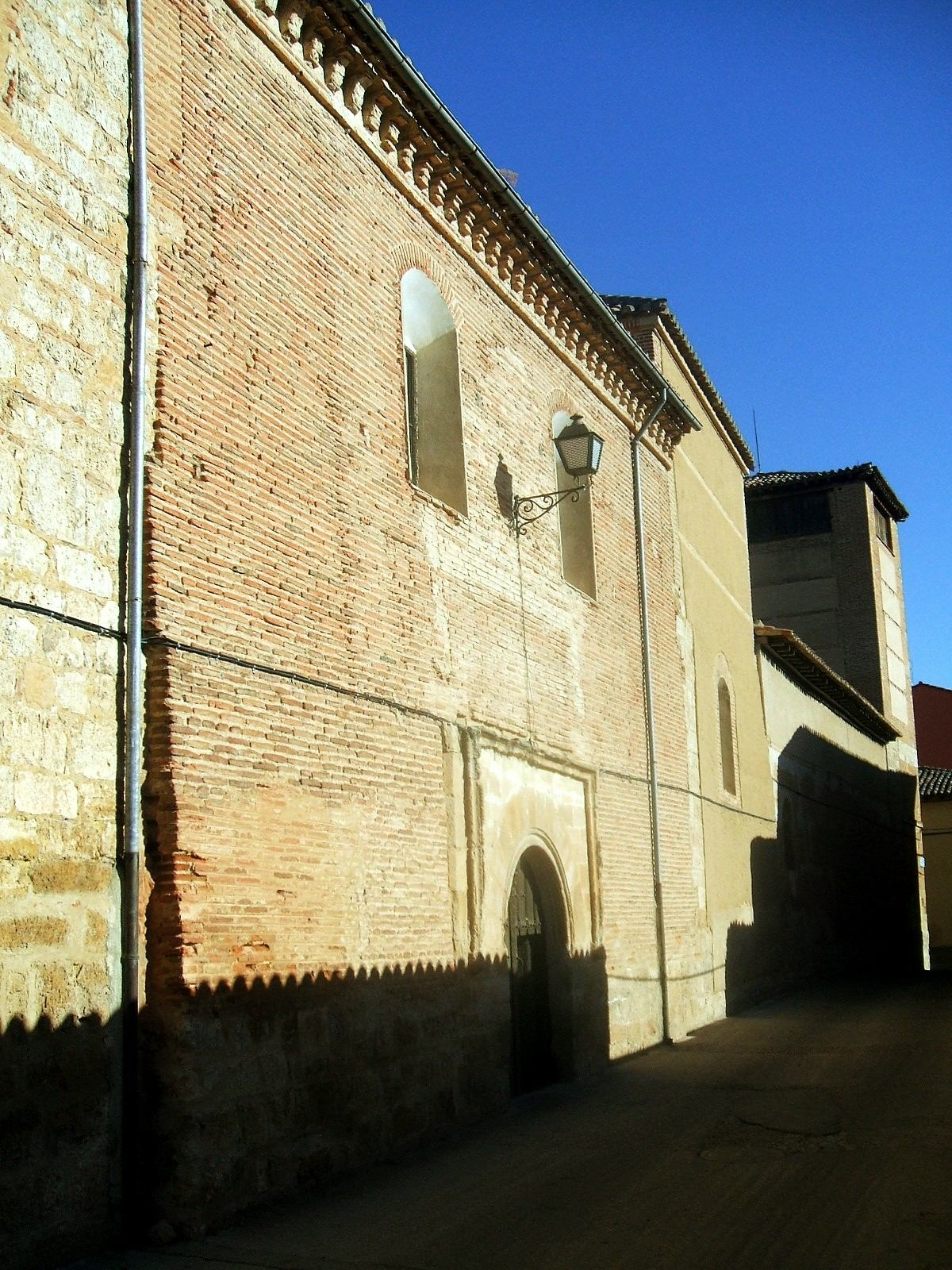
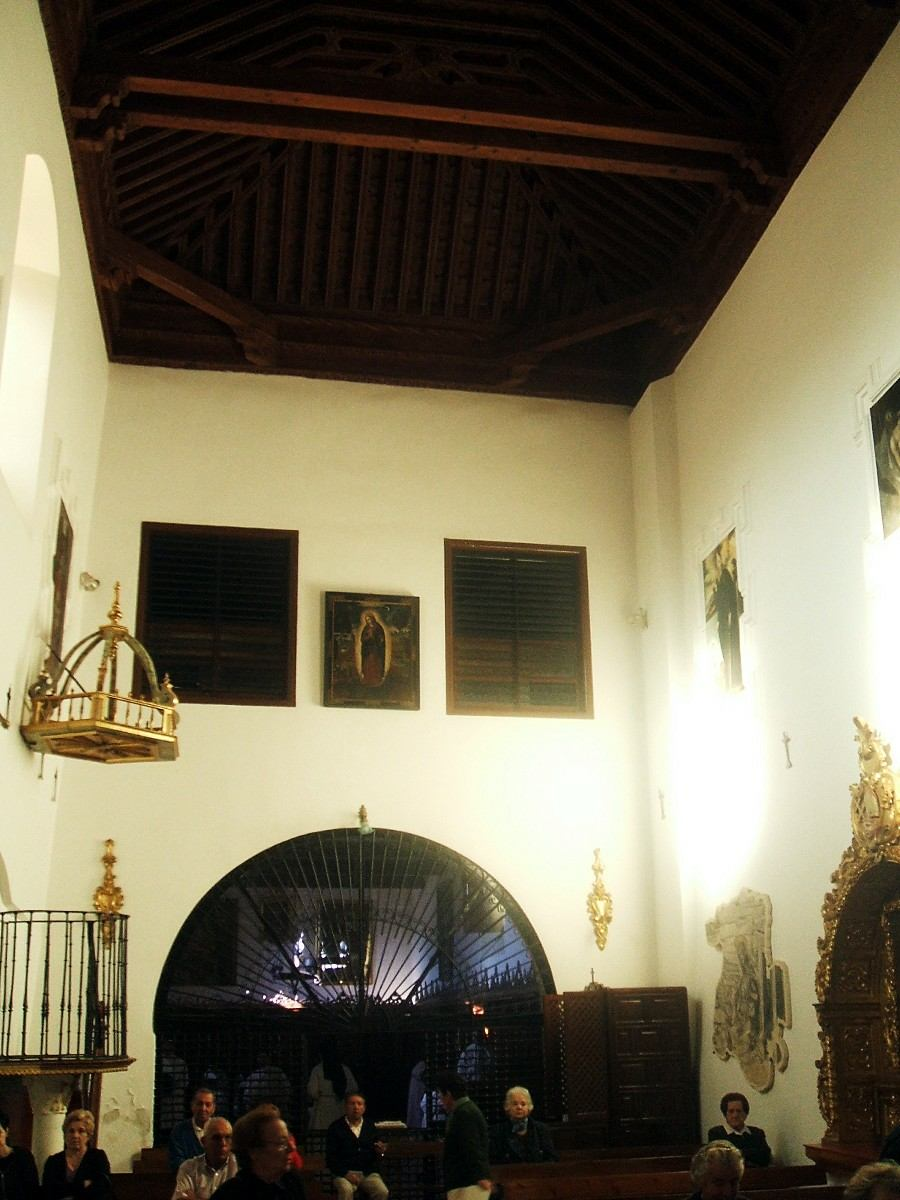
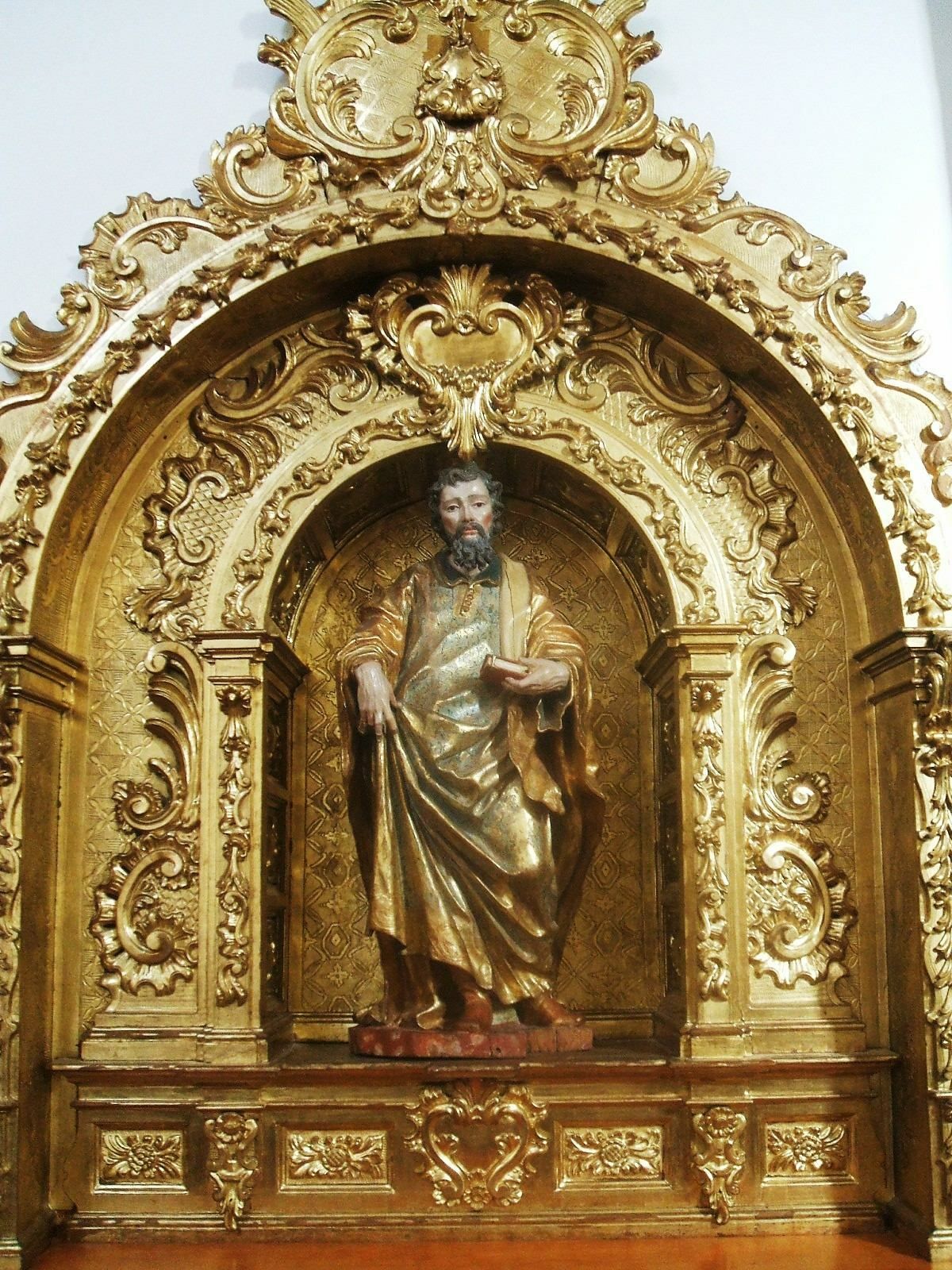
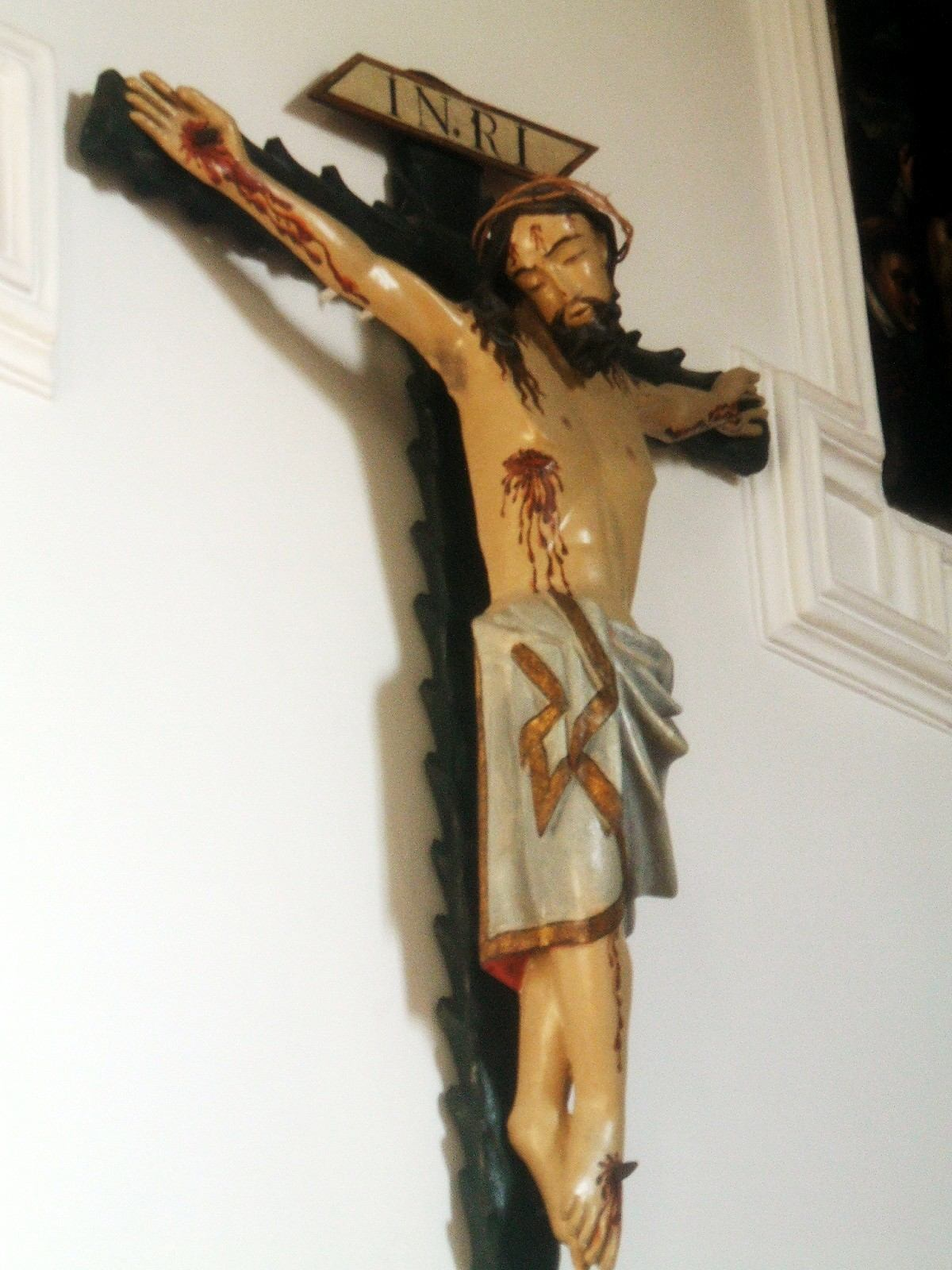